# Cayo Lobo
Cayo Lobo ist eine kleine unbewohnte Insel von Puerto Rico im Karibischen Meer in der Gruppe der Spanischen Jungferninseln.

## Geographie
Die Inselform erinnert an einen schrägliegenden Hut. Cayo Lobo ist felsig und spärlich bewachsen, etwa 800 m lang und in der Inselmitte bis zu 400 m breit. Die Insel liegt rund 1,3 km südöstlich ihrer kleineren Nachbarinsel Cayo Lobito. Weitere 800 m südöstlich liegt das winzige Felsinselchen El Mono.

## Verwaltung
Cayo Lobo gehört zur puerto-ricanischen Gemeinde Culebra.